# Sitobion hirsutirostris
Sitobion hirsutirostris är en insektsart. Sitobion hirsutirostris ingår i släktet Sitobion och familjen långrörsbladlöss. Inga underarter finns listade i Catalogue of Life.